# Горець (всесвіт)
Горець (англ. Highlander) — популярна науково-фантастична медіа-франшиза, створена Грегорі Віденом, що на сьогодні включає 5 повнометражних фільмів, два телесеріали, мультсеріал, анімаціний флеш-фільм, 15 романів і безліч коміксів.

## Фільми

### Горець (1986)
Коннор Мак-Лауд — безсмертний, що був народжений у Шотландії на початку XVI століття. В битві між кланами Мак-Лаудів і Фрейзерів його смертельно поранив чорний лицар. Але незабаром Мак-Лауд воскрес. Обрані переживши швидку насильницьку смерть, воскресають і стають безсмертними. Їм не страшні хвороби, старість та найважчі рани. Єдиний спосіб убити безсмертного — відрубати йому голову. Тоді життєва сила, досвід і знання переможеного перейдуть до переможця.

### Горець 2 (1991)
Коннор Маклауд, лишившись останнім безсмертним на світі, здобув величезні знання, але почав старіти. З часом озоновий шар Землі тоншає через забруднення атмосфери. Маклуд розробляє електромагнітний щит, який захищає планету від сонячної радіації, тримаючи її в сутінках. Проте корпорація «Щит» присвоює винахід собі. Минають роки, Коннор і його однодумці вірять, що озоновий шар відновився, а корпорація обманює людство, вимагаючи кошти на підтримання щита. В 2024 році Коннор, дивлячись виставу, згадує історію своєї появи на Землі. Безсмертні — це жителі планети Зейст, де Маклауд і Рамірес були повстанцями проти тиранії генерала Катани.

### Горець 3: Останній вимір (1994)
У XVI столітті в пошуках знань Маклауд подорожує світом і добирається до Японії. Там на горі Нірі він знаходить чарівника Накано, який навчає горця. З півночі їде жорстокий і могутній воїн Кейн, який зі своїм військом спалює цілі села. А також він нищить таких самих безсмертних, як і сам, поглинаючи їхню силу.

### Горець: Кінець гри (2000)
Безсмертні живуть серед людей споконвіку. Коннор і Дункан — одні з них. Вони були свідками зміни епох і сотень історичних потрясінь, але не стали старими і не втратили людських почуттів. Десять років тому Коннор пережив чергову втрату, яка стала для нього останньою краплею: його прийомна дочка Рейчел загинула. Після цього Коннор вирішує знайти спокій в «Притулку» для безсмертних. Але по сліду Коннора йде його старовинний ворог Джейкоб Келл.

### Горець: Джерело (2007)
Місто зруйноване. Блукаючи по руїнах, Дункан Маклауд — Горець, згадує про щасливі часи, коли його кохання було поруч з ним. Зневірений та самотній, він набирає команду однодумців, серед яких його друг Мітос і смертний Джо Доусон — «Спостерігач». Весь світ безсмертних наближається до загибелі. В умовах, коли поширилися насильство та хаос, невеликий загін вирушає в дорогу, щоб знайти Джерело: артефакт або місце, де будь-який безсмертний зможе знайти прощення та знову стати простою людиною.

## Телесеріали

### Горець (1992 - 1998)
За сюжетом серіалу головний герой фільму, Коннор Мак-Лауд, представник раси Безсмертних, так і не здобув «Приз» і боротьба між Безсмертними продовжується і після 1985 року (рік подій у фільмі). Коннор Мак-Лауд (Крістофер Ламберт) з'являється у пілотному епізоді серіалу, передаючи головну роль Дункану Мак-Лауду, Безсмертному з того ж гірського шотландського клану, але молодшому за Коннора на декілька поколінь.

### Горець: Ворон (1998)
Спін-оф серіалу «Горець», про чотирьох жіночих персонажів-Безсмертних це Алекс Рейвен, Кіра (Еліс Еванс), Катя  і Рейган Коул.